# Acraea reducta
Acraea reducta är en fjärilsart som beskrevs av Francis Gard Howarth 1969. Acraea reducta ingår i släktet Acraea och familjen praktfjärilar. Inga underarter finns listade i Catalogue of Life.